# Asiatiska bergssorkar
Asiatiska bergssorkar (Alticola) är ett släkte i underfamiljen sorkar (Arvicolinae) som förekommer i asiatiska bergstrakter.

## Beskrivning
Dessa gnagare har en kroppslängd (huvud och bål) mellan 8 och 14 centimeter och därtill kommer en 2 till 5 centimeter lång svans. Flera medelstora exemplar var 35 till 49 g tunga. Pälsen är på ovansidan grå till brun och på undersidan vitaktig. På ovansidan kan beroende på art och population en gul, röd eller silverfärgad skugga förekomma. Svansen är bra täckt med hår och har allmänt en ljusbrun till vit färg. Huvudet hos vissa arter är påfallande avplattat så att de kan gömma sig i bergssprickor. Alla arter byter under hösten den tunna sommarpälsen mot en tätare vinterpäls.
Deras habitat är bergskedjor som ligger 900 till 5 700 meter över havet. Habitatet ligger på båda sidor av trädgränsen. Inom släktet hittas dagaktiva och nattaktiva arter. De äter örter samt kvistar och blad från buskar som lagras i boet. Arterna som är mera kända fortplantar sig under våren eller även under sensommaren. En kull kan ha upp till 13 ungar.

## Systematik
Vanligen delas släktet i tre undersläkten med tillsammans 13 arter:
- Undersläkte Alticola
  - Alticola roylei, indiska Himalaya
  - Alticola albicauda, Kashmir
  - Alticola montosa, Kashmir
  - Alticola argentatus, Centralasien
  - Alticola tuvinicus, västra Mongoliet, södra Sibirien
  - Alticola olchonensis, kring Bajkalsjön
  - Alticola semicanus, Mongoliet
  - Alticola barakshin, Mongoliet, Tuva
  - Alticola stoliczkanus, Xinjiang, Tibet
- Undersläkte Platycranius
  - Alticola strelzowi, Centralasien
- Undersläkte Aschizomys
  - Storörad sork (Alticola macrotis), Mongoliet
  - Alticola lemminus, nordöstra Sibirien
  -  Alticola fetisovi, kring Bajkalsjön, infogas ofta i storörad sork

Undersläktet Aschizomys listas ibland som självständigt släkte eller som undersläkte till skogssorkar (Clethrionomys). Andra zoologer räknar även arterna i släktet Phaulomys till asiatiska bergssorkar.